# Ortrud van Sleeswijk-Holstein-Sonderburg-Glücksburg
Ortrud Bertha Adelheid Hedwig van Sleeswijk-Holstein-Sonderburg-Glücksburg (Flensburg, 19 december 1925 - 6 februari 1980), was een prinses uit het Huis Sleeswijk-Holstein-Sonderburg-Glücksburg.

## Levensloop
Zij was een dochter van Albert van Sleeswijk-Holstein-Sonderburg-Glücksburg, de jongste zoon van[Frederik II van Sleeswijk-Holstein-Sonderburg-Glücksburg en Hertha Prinzessin von Ysenburg und Büdingen in Büdingen.
Ze trouwde op 31 augustus 1951 met Ernst August von Hannover (1914-1987). Met hem kreeg zij de volgende kinderen:
- Marie van Hannover (1952)
- Ernst August (1954), getrouwd met Caroline van Monaco
- Lodewijk Rudolf (1955-1988)
- Olga (1958)
- Alexandra van Hannover (1959)
- Heinrich Julius (1961)